# Frank Boucher
Francois X. Boucher, kanadski profesionalni hokejist, * 7. oktober 1902, Ottawa, Ontario, Kanada, † 12. december 1977, Kemptville, Ontario, Kanada.
Boucher je igral na položaju centra za NHL moštvi Ottawa Hockey Club in New York Rangers in PCHA moštvo Vancouver Maroons. Bil je eden izmed petih bratov, ki so igrali v ligi NHL. Njegov brat George "Buck" Boucher je igral za Ottawa Hockey Club v času njihove prevlade v 20. letih, ko so osvojili štiri Stanleyjeve pokale. V ligi so igrali še trije bratje, Joe, Bobby in Billy. Frank Boucher je kasneje prevzel funkcijo trenerja in športnega direktorja moštva New York Rangers. 

## Življenje
Frank Boucher se je rodil leta 1901 v Ottawi kot najmlajši sin v desetčlanski družini Toma Boucherja in Annie Carroll, imel je pet bratov in dve sestri. Njegov dedek po očetovi strani, Antoine Boucher, je bil Francoz, medtem ko so bili ostali njegovi stari starši irskega porekla. Bratje Billy, Bob, George in Joe so prav tako postali profesionalni hokejisti. Imel je še dva brata, Carrolla in Josepha, in dve sestri, Irene in Lily. Družina je prebivala v četrti Ottawe po imenu New Edinburgh.

### Mladost
Nekaj športnega talenta je podedoval od očeta Toma, ki je igral ragbi za Ottawa Rough Riders in z njimi osvojil več kanadskih prvenstev. Njegov soigralec je bil Tom "King" Clancy, ki je bil oče slavnega hokejista Kinga Clancyja. Boucher je svoj prvi par drsalk dobil za božič, ko je štel 6 let. Drsalki sta imeli po dve rezili, zelo hitro je Frank padel in jih ni več uporabil. Frank je z ostalimi brati igral tekme na odprtih drsališčih, tudi tistem ob reki Rideau in tistem od lokalnega New Edinburgh kluba. Da bi člani moštva plačali za opremo, so preiskovali soseščino in iskali sponzorje. Tako so nekoč prišli tudi v Rideau Hall, kjer je Frank Boucher spoznal Lady Byng. Boucher je obiskoval javno šolo Crichton Public School, a je pri 13 letih pustil šolo. V času prve svetovne vojne se je zaposlil v pisarni oddelka za orožje zvezne vlade. Po vojni se je pridružil kanadski konjeniški policiji (Royal Canadian Mounted Police) in se preselil na zahod.

## Kariera
Medtem ko je bival v Lethbridgu in delal kot konjeniški policaj, je na hokejskih ploskvah zastopal barve lokalnega amaterskega kluba Lethbridge Vets, poleg ostalih neformalnih ekip, sestavljenih iz konjeniških policajev, ki jih je večinoma tudi sam skupaj zbral. Po letu delovnega staža v Banffu, Alberta, se je vrnil domov v Ottawo, kjer je začenši s sezono 1921/22 okrepil barve NHL moštva Ottawa Hockey Club. V moštvu se je tudi pridružil bratu Georgu. Ker je predtem igral amaterski hokej na ledu na zahodu, so njegove igralske pravice pripadale ligi PCHA. Vseeno so mu dovolili nastopati za Ottawo, pod pogojem da naslednjo sezono prestopi v PCHA moštvo Vancouver Maroons. Po spletu naključij je z Ottawo izpadel v finalu lige NHL, v kateru je moral s soigralci priznati premoč ekipi Toronto St. Patricks. St. Patricksi so se v finalu Stanleyjevega pokala pomerili prav z Vancouver Maroonsi in pokal tudi osvojili. 
Boucher je naslednjo sezono zares prestopil v Vancouver, kjer je ostal do leta 1926. Maroonsi so se prebili v finale Stanleyjevega pokala 1923, kjer so se pomerili prav z Ottawa Hockey Clubom - in izgubili z 2–3 v zmagah. V finalni seriji je za Ottawo igral tudi Frankov brat George. Maroonsi so bili v igri za pokal tudi naslednje leto, a so tedaj izpadli že en krog končnice prej. Z 2–0 so jih namreč v seriji, ki je določila potnika v finale Stanleyjevega pokala, premagali hokejisti Montreal Canadiens. Na prvi tekmi je Montreal slavil s 3–2 z odločilnim zadetkom Frankovega brata Billyja. Na drugi tekmi je nato Vancouver povedel prek Franka, a je na drugi strani z dvema zadetkoma odgovoril Billy in s tem Montrealu prinesel zmago 2–1 in napredovanje v finale. 
Leta 1924 se je liga PCHA združila z ligo Western Canada Hockey League (WCHL), ki se je nato po enem letu preimenovala v Western Hockey League (WHL). Leta 1926 je WHL dokončno razpadla, tako da so Boucherjeve igralske pravice prodali v NHL klub Boston Bruins. Za Bruinse ni naposled nikoli zaigral, saj se je zanj zagrel eden od vodilnih mož pri New York Rangersih, Conn Smythe. Smythe je Bostonu za Boucherja plačal 1500 dolarjev. To je storil po nasvetu Billa Cooka, ki je predhodno enako kot Boucher igral na zahodu.  Cook in Boucher sta tako v premierni sezoni kluba postala soigralca pri Rangersih.
Boucher je v New Yorku ostal vse do svoje igralske upokojitve v sezoni 1937/38. Uveljavil se je predvsem kot član udarne napadalne linije, ki sta jo tvorila še brata Bill in Bun Cook. Skupaj so Rangerse povedli do Stanleyjevega pokala v letih 1928 in 1933, v finale pa so se uvrstili še leta 1932.
Frank se pri Rangersih ni izkazal samo kot odličen napadalec, temveč tudi kot eden od najbolj uglajenih hokejistov svojega časa. Lady Byng, žena kanadskega generalnega guvernerja viskonta Bynga, je leta 1924 podarila ligi NHL pokal, ki so ga odtlej podeljevali »najbolj uglejenemu igralcu lige.« Boucher je tako med svojim 8-letnim igralskim stažem v New Yorku nagrado osvojil kar 7-krat. Lady Byng je bila nad Boucherjem celo tako navdušena, da mu je pokal prepustila kar v trajno last, ligi pa je za potrebe vsakoletnega podeljevanja podarila nov pokal.
Rangersi so Boucherja najeli, da je prevzel trenersko mesto pri New York Rovers, nižjeligaškem moštvu, ki je tako kot Rangersi nastopalo v dvorani Madison Square Garden. Trenerski staž pri Roversih je služil v prvi vrsti kot preizkus za morebitni Boucherjev prevzem trenerskega mesta Rangersih. Pred sezono 1939/40 se je nato trener Rangersov Lester Patrick odločil za umik iz trenerskih voda. Za svojega naslednika je izbral prav Boucherja, ki je moštvo povedel še do tretjega Stanleyjevega pokala. V finalu 1940 so Rangersi s 4–2 v zmagah porazili ekipo Toronto Maple Leafs. Istočasno so uspeli klubski funkcionarji poplačati hipoteko na dvorani Madison Square Garden in v znak zadovoljstva ob uspešno opravljenem delu so hipoteko simbolično zažgali v čaši Stanleyjevega pokala. Mnogi vraževerni hokejski poznavalci tako danes trdijo, da so tedaj Rangersi oskrunili najbolj sveti predmet hokeja na ledu in da so si s tem nase nakopali t. i. »urok leta 1940,« zaradi katerega naj ne bi osvojili svojega naslednjega Stanleyjevega pokala vse do leta 1994. S tem je klub potreboval celih 68 sezon, da brez aktivnega Boucherjevega udejstvovanja osvoji Stanleyjev pokal.
Boucher je ekipo v sezoni 1941/42 povedel do 1. mesta po rednem delu. Prvi tekmec Rangersov v končnici so tako postali hokejisti moštva Toronto Maple Leafs, ki je slavilo napredovanje v finale s 4–2 v zmagah. Po tistem so Rangersi postali žrtev druge svetovne vojne, zaradi katere so številne obetavne hokejiste vpoklicali v vojsko. Klub je tako padel v hudo krizo in v sezoni 1943/44 je celo Boucher vnovič obul drsalke in pomagal svojim varovancem tudi na ledu. Na 15 tekmah je zbral 14 točk, kar vseeno ni pomagalo, saj so Rangersi sezono prepričljivo končali na zadnjem mestu lestvice, s 6 zmagami iz 50 tekem. Od 1940 do 1972 se je celo klub v finale Stanleyjevega pokala uvrstil le enkrat.
Boucher se je v zgodovino zapisal kot človek, ki je v hokej na ledu pripeljal filozofijo dveh vratarjev. V sezoni 1945/46 je imel namreč pod svojim okriljem Charlieja Raynerja in Jima Henryja, ki ju je redno menjal, tako da je vsak od njiju branil eno tekmo. Kasneje je šel Boucher še dlje in je Raynerja in Henryja menjal vsake štiri do šest minut, s čimer je dokazal smiselnost uporabe dveh vratarjev.
Ko se je Lester Patrick leta 1946 upokojil, je Boucher prevzel njegovo mesto generalnega menedžerja, s čimer je opravljal dve funkciji - generalnega menedžerja in trenerja - hkrati. Pri tem je bil dokaj uspešen, saj je na krilih novih pridobitev ekipe - Buddyja O'Connorja in Franka Eddollsa - Rangerse v sezoni 1947/48 spravil v končnico. Po koncu sezone se je odpovedal trenerski funkciji, da bi se čim bolj osredotočil na delo generalnega menedžerja. Mesto glavnega trenerja je tako pripadlo njegovemu bivšemu soigralcu in sinu Lesterja Patricka, Lynnu Patricku. Slednji je Rangerse leta 1950 skoraj povedel do Stanleyjevega pokala, s čimer je upravičil Boucherjevo zaupanje vanj. Zgodba o njunem sodelovanju ni dolgo trajala. Ekipa se je namreč starala in ni več dosegala starih uspehov, tako da je Lynn Patrick odstopil ter prevzel trenersko mesto pri Boston Bruinsih. Za njim sta na trenersko klop stopila Neil Colville in Bill Cook, oba Boucherjeva bivša soigralca, a se nobeden od njiju ni posebej proslavil. Oba sta tako ostala brez uvrstitve v končnico in lastnik kluba John Kilpatrick je že resno premišljeval o zamenjavi generalnega menedžerja, a si je naposled premislil.
Boucher se je v sezoni 1953/54 vrnil na trenersko klop Rangersov, a moštva ni uspel povesti v končnico. V naslednji sezoni je tako najel Muzza Patricka, še enega sina Lesterja Patricka in prav tako svojega bivšega soigralca. Tudi Muzz Patrick se kot trener ni zadovoljivo obnesel, ekipa je zmagala le na 17 tekmah in je tako še enkrat več zgrešila končnico. Kilpatrick se je nato v luči dogodkov z Boucherjem odkrito pogovoril in mu izrazil svoje mnenje, da meni, da ne more kluba voditi in obenem nizati razultatske uspehe. Boucherju je tako priporočil, da odstopi z mesta generalnega menedžerja. Boucher je o tem priporočilu temeljito premislil in prišel do zaključka, da raje sam odstopi, kot da bi ga odpustili. Kmalu zatem je natipkal svojo odpoved in jo predal Kilpatricku.
Boucherja so leta 1958 sprejeli v Hokejski hram slavnih lige NHL. Leta 1998 ga je hokejski časnik The Hockey News uvrstil na 61. mesto svoje lestvice 100 največjih hokejistov vseh časov. Njegov dres s številko 7 danes visi pod stropom dvorane Madison Square Garden, četudi so dres upokojili za Roda Gilberta, ki je prav tako nosil dres s številko 7. Čeprav so navijači bolj proslavili prispevka klubu s strani Gilberta ali Marka Messierja, pa Boucher zavoljo statusa zvezdnika, ki je kot igralec s klubom osvojil dva Stanleyjeva pokala, kot trener pa še enega, morebiti velja celo za najvidnejšo osebnost v klubski zgodovini.
Leta 1974 je izdal knjigo z naslovom When the Rangers Were Young, v kateri je opisal svoje izkušnje s takratnimi broadwayskimi modrosrajčniki. S tem je še zadnjič v življenju občutil slavo in pozornost javnosti. Za rakom je umrl 12. decembra 1977 v mestu Kemptville, Ontario, v bližini Ottawe. Star je bil 76 let.

## Pregled igralske kariere
Odebeljeno - reprezentančni nastopi, glej tudi Statistika pri hokeju na ledu.
| Moštvo                | Liga             | Sezona |    | Redni del | Redni del | Redni del | Redni del | Redni del | Redni del |   | Končnica | Končnica | Končnica | Končnica | Končnica | Končnica |
| --------------------- | ---------------- | ------ | -- | --------- | --------- | --------- | --------- | --------- | --------- | - | -------- | -------- | -------- | -------- | -------- | -------- |
| Moštvo                | Liga             | Sezona | OT | G         | P         | T         | +/-       | KM        | OT        | G | P        | T        | +/-      | KM       |          |          |
| Ottawa New Edinburghs | OCJHL            | 16/17  |    | 9         | 11        | 0         | 11        |           |           |   | 2        | 6        | 0        | 6        |          |          |
| Ottawa New Edinburghs | OCJHL            | 17/18  |    | 4         | 1         | 0         | 1         |           | 0         |   |          |          |          |          |          |          |
| Ottawa Munitions      | OCHL             | 17/18  |    | 1         | 0         | 0         | 0         |           | 0         |   | 1        | 0        | 0        | 0        |          | 0        |
| Ottawa New Edinburghs | OCHL             | 18/19  |    | 7         | 1         | 2         | 3         |           | 5         |   |          |          |          |          |          |          |
| Lethbridge Vets       | ASHL             | 19/20  |    |           |           |           |           |           |           |   |          |          |          |          |          |          |
| Lethbridge Vets       | Allanov pokal    | 19/20  |    |           |           |           |           |           |           |   | 1        | 1        | 0        | 1        |          | 0        |
| Banff                 | RMSHL            | 20/21  |    |           |           |           |           |           |           |   |          |          |          |          |          |          |
| Ottawa Senators       | NHL              | 21/22  |    | 24        | 8         | 2         | 10        |           | 4         |   | 1        | 0        | 0        | 0        |          | 0        |
| Vancouver Maroons     | PCHA             | 22/23  |    | 29        | 11        | 9         | 20        |           | 2         |   | 2        | 0        | 1        | 1        |          | 2        |
| Vancouver Maroons     | Stanleyjev pokal | 22/23  |    |           |           |           |           |           |           |   | 4        | 2        | 0        | 2        |          | 0        |
| Vancouver Maroons     | PCHA             | 23/24  |    | 28        | 15        | 5         | 20        |           | 10        |   | 2        | 1        | 0        | 1        |          | 0        |
| Vancouver Maroons     | West-P           | 23/24  |    |           |           |           |           |           |           |   | 3        | 1        | 0        | 1        |          | 0        |
| Vancouver Maroons     | Stanleyjev pokal | 23/24  |    |           |           |           |           |           |           |   | 2        | 1        | 1        | 2        |          | 2        |
| Vancouver Maroons     | WCHL             | 24/25  |    | 27        | 16        | 12        | 28        |           | 6         |   |          |          |          |          |          |          |
| Vancouver Maroons     | WHL              | 25/26  |    | 29        | 15        | 7         | 22        |           | 14        |   |          |          |          |          |          |          |
| New York Rangers      | NHL              | 26/27  |    | 44        | 13        | 15        | 28        |           | 17        |   | 2        | 0        | 0        | 0        |          | 4        |
| New York Rangers      | NHL              | 27/28  |    | 44        | 23        | 12        | 35        |           | 15        |   | 9        | 7        | 3        | 10       |          | 2        |
| New York Rangers      | NHL              | 28/29  |    | 44        | 10        | 16        | 26        |           | 8         |   | 6        | 1        | 0        | 1        |          | 0        |
| New York Rangers      | NHL              | 29/30  |    | 42        | 26        | 36        | 62        |           | 16        |   | 3        | 1        | 1        | 2        |          | 0        |
| New York Rangers      | NHL              | 30/31  |    | 44        | 12        | 27        | 39        |           | 20        |   | 4        | 0        | 2        | 2        |          | 0        |
| New York Rangers      | NHL              | 31/32  |    | 48        | 12        | 23        | 35        |           | 18        |   | 7        | 3        | 6        | 9        |          | 0        |
| New York Rangers      | NHL              | 32/33  |    | 46        | 7         | 28        | 35        |           | 4         |   | 8        | 2        | 2        | 4        |          | 6        |
| New York Rangers      | NHL              | 33/34  |    | 48        | 14        | 30        | 44        |           | 4         |   | 2        | 0        | 0        | 0        |          | 0        |
| New York Rangers      | NHL              | 34/35  |    | 48        | 13        | 32        | 45        |           | 2         |   | 4        | 0        | 3        | 3        |          | 0        |
| New York Rangers      | NHL              | 35/36  |    | 48        | 11        | 18        | 29        |           | 2         |   |          |          |          |          |          |          |
| New York Rangers      | NHL              | 36/37  |    | 44        | 7         | 13        | 20        |           | 5         |   | 9        | 2        | 3        | 5        |          | 0        |
| New York Rangers      | NHL              | 37/38  |    | 18        | 0         | 1         | 1         |           | 2         |   |          |          |          |          |          |          |
| New York Rovers       | EAHL             | 38/39  |    |           |           |           |           |           |           |   |          |          |          |          |          |          |
|                       |                  |        |    |           |           |           |           |           |           |   |          |          |          |          |          |          |
| New York Rangers      | NHL              | 43/44  |    | 15        | 4         | 10        | 14        |           | 2         |   |          |          |          |          |          |          |
| Skupaj                |                  |        |    | 691       | 230       | 298       | 528       |           | 156       |   | 72       | 28       | 22       | 50       |          | 16       |